# Дмитро Михайлович (князь тверський)
Дмитро Михайлович Грізні Очі (рос. Дмитрий Михайлович Грозные Очи; 15 жовтня 1299 — 15 вересня 1326) — великий князь тверський у 1318—1326 роках (як Дмитро I), великий князь Володимирський у 1322—1326 роках (як Дмитро II).

## Життєпис
Старший син Михайла Ярославича, великого князя володимирського і князя тверського, та Анни Кашинської. Народився 1299 року в Твері. 
1310 року разом з братом Олександром брав участь у церковному Переяславському соборі над митрополитом Петром. У 1311 році після смерті городецького і нижньогородського князя Михайла Андрійовича хан Токта передав це володіння Борисові, братові князя Юрія Даниловича Московського — запеклого ворога Михайла Ярославича. Але останній не бажав посилення супротивника, тому відправив Дмитра з військом на Нижній Новгород, але був зупинений у Володимирі митрополитом Петром, що вже тоді проводив промосковську політику. У 1314 році під час від'їзду батька до Орди призначається намісником. З військом виступив проти новгородців, що намагалися скористатися ситуацією і захопити частину тверських володінь, зупинивши їх на берегу Волги.
1317 року брав участь у військових діях проти московсько-ординського війська. 1318 року призначається намісником Тверського князівства під час відсутності батька, що рушив до хана Узбека. Після загибелі батька став князем Тверським, затверджений в цьому ханом 1319 року. 
Спочатку йому довелося ліквідовувати наслідки епідемії чуми 1318 року й потужної пожежі в Твері, яка знищила значну частину міста. При цьому тверський володар приділяв увагу зміцненню укріплень своєї столиці.
Втім лише у 1321 році Дмитро Михайлович визнав Юрія Даниловича великим князем Володимирським, передавши тому данину зі свого князівства в розмірі 2 тис. карб., але той не передав її хану, а через новгородських купців вклав у крам. У відповідь Дмитро поїхав до Узбек-хана, де звинуватив Юрія в приховуванні частини призначеної данини. Той 1322 року передав ярлик на велике князівство Володимирське Дмитру.
У 1324 році ханський посол Ахмил переконав Юрія Даниловича і Дмитра Михайловича прибути на ханський суд. 1325 року в ставці хана Дмитро зарубав Юрія і став чекати ханського суду. Після деяких вагань Узбек-хана наказав 1326 року стратити Дмитра Михайловича. Невдовзі його було перепоховано у Твері. Тверське князівство перейшло до його брата Олександра.

## Родина
Дружина — Марія, донька великого князя Литовського Гедиміна
Діти:
- Костянтин (д/н—1325)
- син (помер дитиною)